# マウント・フッド (給兵艦)
マウント・フッド (USS Mount Hood, AE-11) は、アメリカ海軍の給兵艦。マウント・フッド級給兵艦のネームシップ。艦名は、アメリカ合衆国オレゴン州カスケード山脈にある成層火山フッド山に因み、アメリカ海軍においてこの名を持つ最初の艦であった。
第二次世界大戦中の1944年11月10日、パプアニューギニアのマヌス島ゼーアドラー湾で乗員18人が上陸のため艦を離れた直後、積荷の弾薬が爆発し、残りの全乗員が死亡した。艦は壊滅し、付近にいた22隻の小型艦艇にも沈没または深刻な損傷が発生した。

## 艦歴
本艦は、ノースカロライナ州ウィルミントンのノースカロライナ造船社が、合衆国海事委員会との契約(MC船体1356)に基き建造した貨物船であった。
当初、本艦は「マルコ・ポーロ」(Marco Polo)と命名されていたが、1943年11月10日に「マウント・フッド」と改名された。A・J・レイノルズ夫人の手で1943年11月28日に進水。1944年1月28日に海軍が傭船で取得し、バージニア州ノーフォークのノーフォーク造船&ドック社とノーフォーク海軍工廠で改造された。完工後、本艦は1944年7月1日に給兵艦「マウント・フッド」として就役した。
「マウント・フッド」は、チェサピーク湾海域での短縮された艤装と整調期間を経て、1944年8月5日に大西洋艦隊支援部隊（ComServFor）に配属された。本艦は太平洋への物資輸送に充てられ、ノーフォークに入港して物資を積載した。8月21日、「マウント・フッド」は第29.6任務群となり同月27日にパナマ運河を通過、ニューギニアのフィンシュハーフェンを経由して単独で航行を続けた。「マウント・フッド」は9月22日、アドミラルティ諸島マヌス島のゼーアドラー湾に到着した。南西太平洋水陸両用部隊（ComSoWesPac）に配属され、フィリピンへの攻勢に備える艦艇への弾薬と爆発物供給を開始した。

## 爆発
11月10日、「マウント・フッド」は錨地からそれほど離れていない、港口近くの港中央部にあるバース380に停泊していた。これは便宜上行われたもので、海面が穏やかで、弾薬輸送用小型艇の移動距離が短くなること、さらに巡洋艦が弾薬補給のために接近することができる利点があった。この時、「マウント・フッド」には100ポンドと250ポンド(45kgと113kg)の爆弾を含む各種弾薬、すなわち5インチ、6インチ、8インチ、14インチ砲弾と火薬、30口径、50口径機関銃、20mm機関砲の実包、航空爆雷、ロケット弾と迫撃砲弾からなる合計約3,800トンの弾薬が積載されていた。事故発生当時、「マウント・フッド」は数隻のLCM中型揚陸艇を含む小型舟艇に囲まれていた。5つの船倉ハッチは全て開いており、500ポンド (230 kg) 爆弾を3番船倉に格納する作業が行われていた。
11月10日午前8時30分、通信士官のレスター・H・ウォレス大尉と17名の乗員が艦を離れ、「マウント・フッド」宛の郵便物を受け取るために岸へ向かった。午前8時55分、この一行が浜辺を歩いている際に爆発が起きた。彼らは「マウント・フッド」から4,600ヤード (4,200 m) の距離にいたにもかかわらず、爆風でウォレスと部下の大半は足元から吹き飛ばされた。慌ててボートに戻り「マウント・フッド」を目指したが、状況を彼らが振り返ったところによると、「何もなく、残骸がそこら中にあるだけだった...」

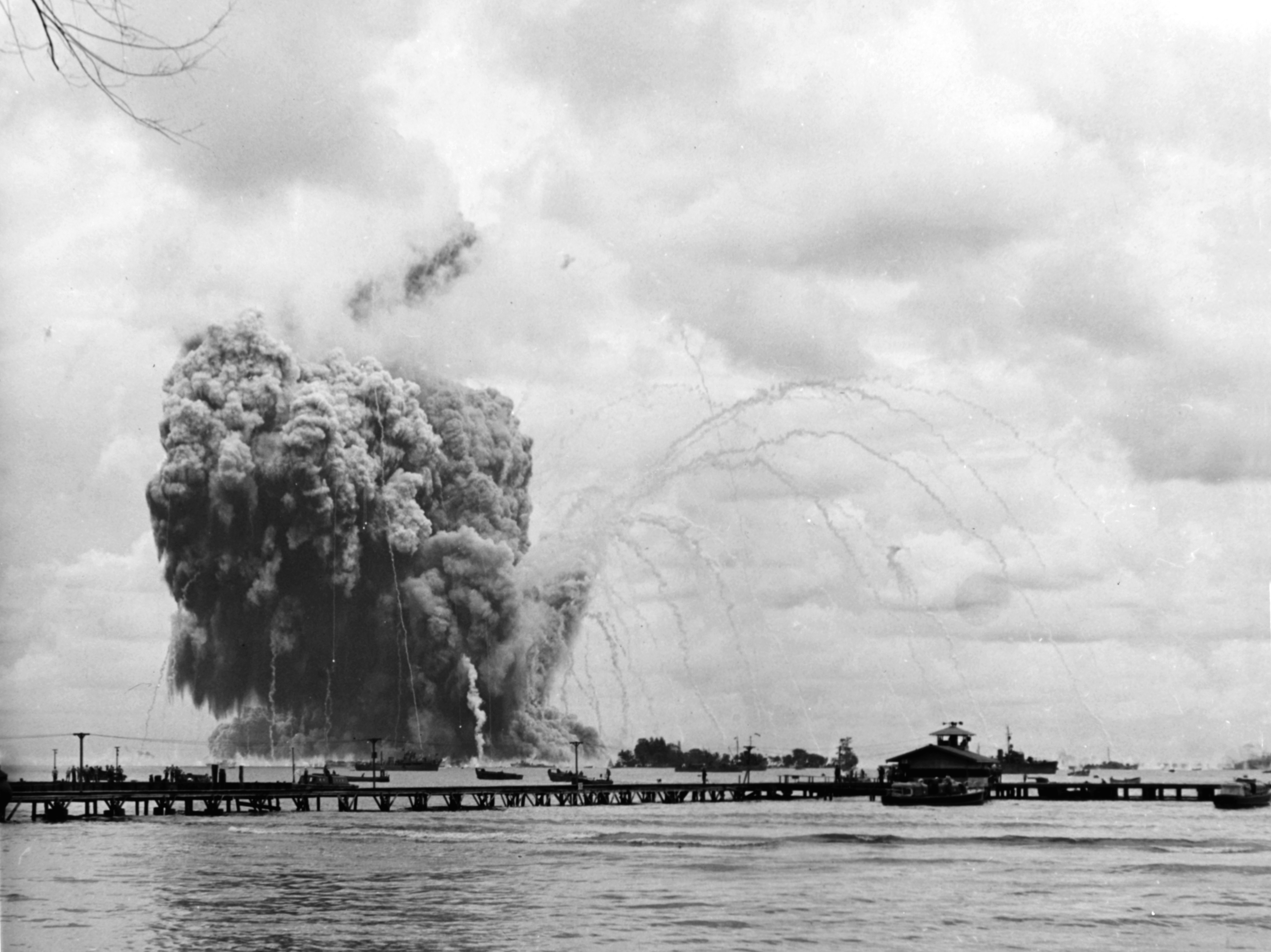
大爆発を起こした「マウント・フッド」。

「マウント・フッド」の停泊場所は水深約114フィート (35 m) だった。最初の爆発により、炎と煙が船体中央部からマストの高さ以上に噴き上がった。数秒のうちに、積荷の大部分が誘爆し、より激しい爆発を引き起こした。煙は7,000フィート (2,100 m) まで上昇し、半径約500ヤード (460 m) にわたって艦とその周辺地域を覆い隠した。「マウント・フッド」が停泊していた痕跡は、長さ300フィート (91 m)、幅50フィート (15 m)、深さ30-40フィート (9-12 m) の海底にできた溝によって明らかになった。艦体で一番大きな残骸はその溝で発見されたが、大きさは16×10フィート(5×3m)以下であった。「マウント・フッド」の他の残骸は、港で他の艦艇に衝突した金属片と、数百ヤード離れた海に浮かんでいるのが見つかった信号書のボロボロになったページ以外は見つからなかった。爆発時に「マウント・フッド」に乗艦していた350名の遺体や、横に並んでいた小型艇に乗っていた兵員の遺体は回収できなかった。「マウント・フッド」の乗員で生き残ったのは、ウォレス大尉と17名の下士官兵だった。また、乗員のうち2名は軍法会議で裁判を受けるため基地の営倉に移送されていた。そして、残りの一行は基地の牧師を訪ねたり、基地の郵便局で郵便物を回収したりしていた。囚人に対する起訴は爆発事故後に取り下げられた。
「マウント・フッド」の爆発による衝撃波と金属片は、2,000ヤード (1,800 m) 以内にいた他の艦船や小型艇に死傷者と損傷をもたらした。爆風を舷側に受けた内燃機関修理艦「ミンダナオ」は、最も深刻な損傷を受けた。「ミンダナオ」上層部にいた乗員は全員死亡した。犠牲者には、爆発時に「ミンダナオ」で作業していた「マウント・フッド」の乗員も含まれており、「マウント・フッド」の死亡した乗員で身元が確認できたのは彼だけだった。さらに「マウント・フッド」から飛来した多数の大型破片が舷側を貫通し、甲板下で数十名が死傷した。「ミンダナオ」の乗員のうち82名が死亡した。22隻の小型艇と上陸用舟艇が沈没、破壊、または修理不能な損傷を受け、修理可能だった他の艦船も修理に100,000人時以上を必要とした。さらに、港内にいた艦艇の乗員371名が負傷した。

## 調査

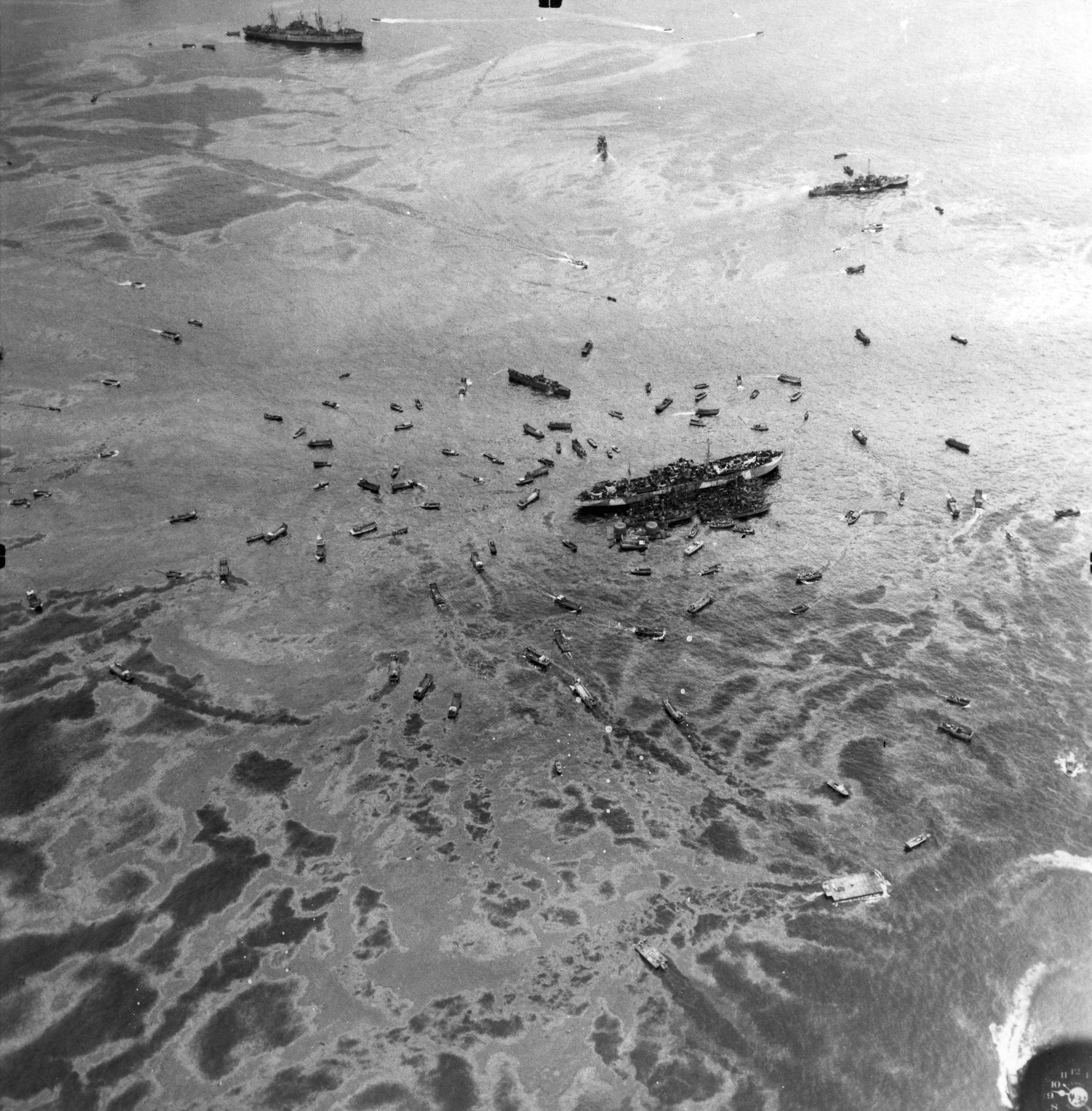
事故発生当日の11月10日、事故地点の写真。「マウント・フッド」は跡形もなく、漏出した油が海面を覆っている。爆発で損傷した内燃機関修理艦「ミンダナオ」や救援活動にあたる多数の小型艇が写っている。

事故に関する証拠を調査するために招集された委員会は、結局のところ正確な原因を突き止めることができなかった。しかし、海軍の公式報告書では、「マウント・フッド」には「比較的経験の浅い乗員」がおり、「士官によるリーダーシップの欠如、乗員の規律の欠如」、および「弾薬の取り扱いに関する安全規則の掲示と乗員に対する指示が全般的に欠如していた」と指摘している。その結果、報告書はこの訓練の欠如が「弾薬の乱暴で不注意な取り扱いと、U.S.S.『マウント・フッド』の横にいる小型艇での禁煙徹底の欠如に反映された。第1船倉に納められていた推進薬、信管、起爆装置の収納状態は危険だった。第2船倉と第3船倉には、火薬の一部が漏出している壊れたロケット弾本体が収納されていた」と指摘している。
報告書はさらに、「火工品とナパーム弾は、第4船倉のハッチ近くの危険な状況下で、甲板上に剥き出しで仮設された木材とタール紙製の小屋に収納された」と記している。これは事故の最も可能性が高い原因でもあり、最初の爆発は「第3または第4船倉付近の艦体中央部」で起こった。そのため、報告書は「爆発の最も可能性が高い原因は、艦上での不注意な弾薬の取り扱いであった」と結論付けた。
わずか4ヶ月余りの短い任務の後、「マウント・フッド」は1944年12月11日に除籍された。艦名は、1971年就役のキラウエア級給兵艦「マウント・フッド」に継承された。

## 被害を受けた艦艇

### 護衛空母
- ペトロフ・ベイ
- サギノー・ベイ

### 駆逐艦
- ヤング（英語版）
- タルボット（英語版）

### 護衛駆逐艦
- カイン（英語版）
- オバーレンダー
- ライマン（英語版）
- ウォルター・C・ワン（英語版）

### 攻撃貨物輸送艦
- アルヘナ（英語版）

### 貨物輸送艦
- アリエス（英語版）

### 雑役艦
- アルゴンヌ（英語版）

### 給炭艦
- アバレンダ（英語版）

### 艦隊給油艦
- カカポン（英語版）

### 内燃機関修理艦
- セブ（英語版）
- ミンダナオ（英語版）

### 駆逐艦母艦
- パイドモント（英語版）

### 艦隊曳船
- ポタワトミ（英語版）

### 修理救難艦（英語版）
- プレサーヴァー（英語版）

### 掃海艇
- YMS-1
- YMS-39
- YMS-49
- YMS-52
- YMS-71
- YMS-81
- YMS-140
- YMS-238（英語版）
- YMS-243
- YMS-286
- YMS-293
- YMS-319
- YMS-335
- YMS-340
- YMS-341
- YMS-342

### 交通船
- YF-681

### 重油船
- YO-77

- 上記の艦艇に加えて、「マウント・フッド」の側に係留されていた9隻の中型揚陸艇(LCM)と舟艇1隻も破壊され、13隻の小型舟艇または上陸用舟艇が沈没または修理不能な損傷を受けた。